# Зеленник еквадорський
Зеле́нник еквадорський (Bangsia flavovirens) — вид горобцеподібних птахів родини саякових (Thraupidae). Мешкає в Колумбії і Еквадорі. Еквадорського зеленника раніше відносили до роду Зеленник (Chlorospingus). однак за результатами молекулярно-генетичного дослідження він був переведений до роду Аркея (Bangsia).

## Опис
Довжина птаха становить 14-14,5 см, вага 22,5—27 г. Верхня частина тіла оливково-зелена, нижня частина тіла оливково-жовта. Горло, середина грудей і нижні покривні пера хвоста жовті. Очі карі, лапи темно-сірі.

## Поширення і екологія
Еквадорські зеленники мешкають на західних схилах Анд на південному заході Колумбії (Вальє-дель-Каука, Нариньйо) та на північному заході Еквадору (Есмеральдас, Пічинча). Вони живуть у вологих гірських і рівнинних тропічних лісах, на узліссях і галявинах. Зустрічаються парами або зграйками по 3-6 птахів, на висоті від 450 до 1100 м над рівнем моря. Живляться переважно плодами, а також квітками і комахами.

## Збереження
МСОП класифікує цей вид як вразливий. За оцінками дослідників, популяція еквадорських зеленників становить від 3500 до 15000 птахів. Їм загрожує знищення природного середовища.